# Hafen von Dili (Tibar)
Der Hafen von Dili in Tibar ist der größte Frachthafen Osttimors und befindet sich elf Kilometer östlich des Zentrums der Landeshauptstadt Dili im Suco Tibar (Gemeinde Liquiçá). Der Hafen wurde am 30. November 2022 feierlich eröffnet. Er übernahm den Frachtverkehr vom Hafen in Motael in der Bucht von Dili. Chef des Verwaltungsrats vom Betreiber Timor Port ist Laurent Palayer.

## Geschichte
Am 14. Juni 2017 wurde der erste Spatenstich für den Bau des Hafens im Westteil der Bucht von Tibar vollzogen. Ausführende Baufirma war die China Harbour Engineering Co.
Die meisten Bauarbeiter waren Chinesen. Die Errichtung erfolgte in öffentlich-privater Partnerschaft von der Regierung Osttimors mit dem französischen Unternehmen Bolloré. Der Konzessionsvertrag hat eine Laufzeit von 30 Jahren. 130 Millionen US-Dollar finanzierte Osttimor, 360 Millionen US-Dollar stammen aus privaten Mitteln.
Mitte September 2022 wurden die ersten Entladetests mit zwei Schiffen der Mariana Line, einer Tochtergesellschaft von PIL, durchgeführt. In weniger als 24 Stunden wurden von jedem Schiff 500 Container entladen und 22 volle Container für den Export geladen.

Verlauf des Hafenbaus im Westen der Bucht
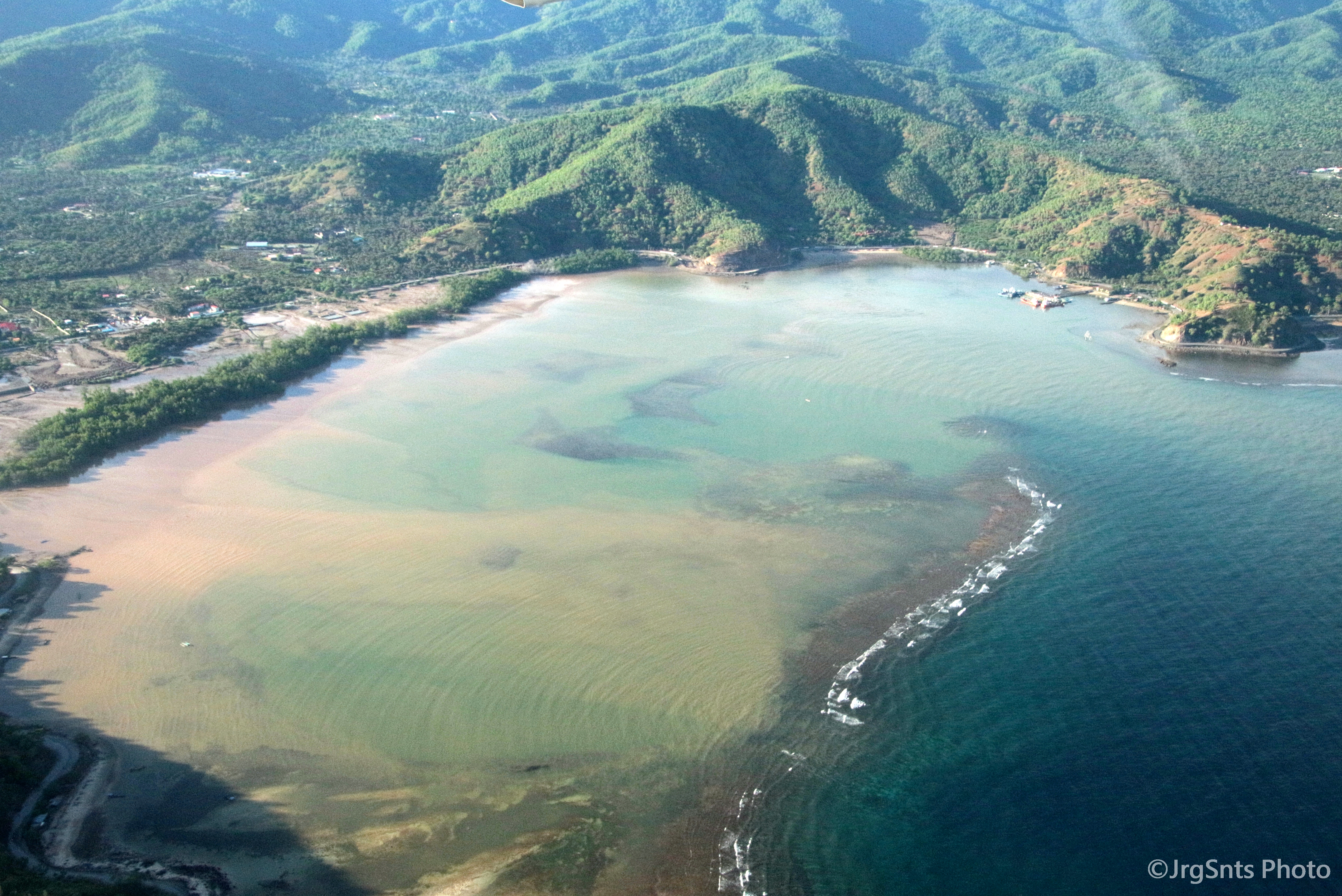
2016
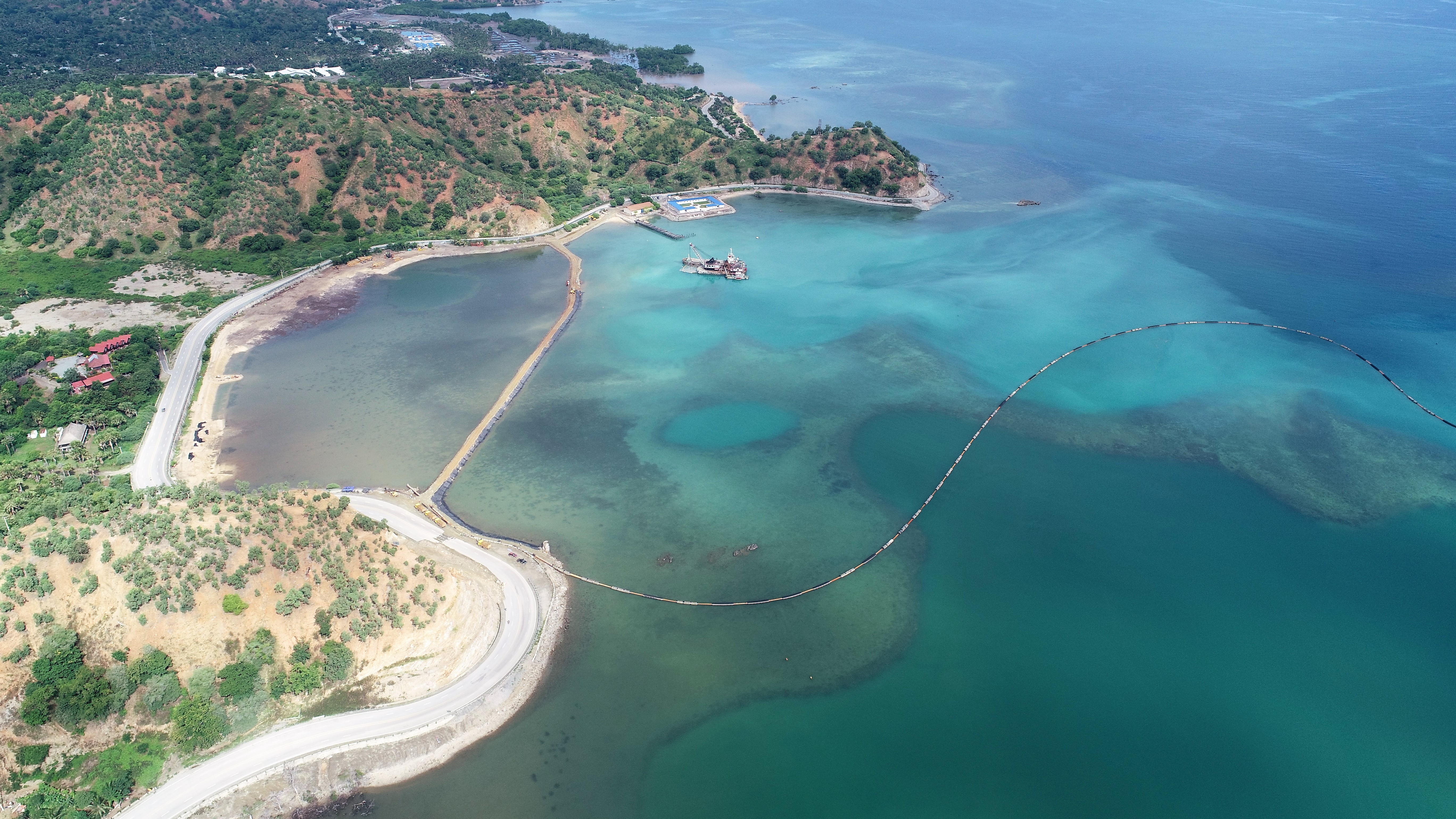
2019
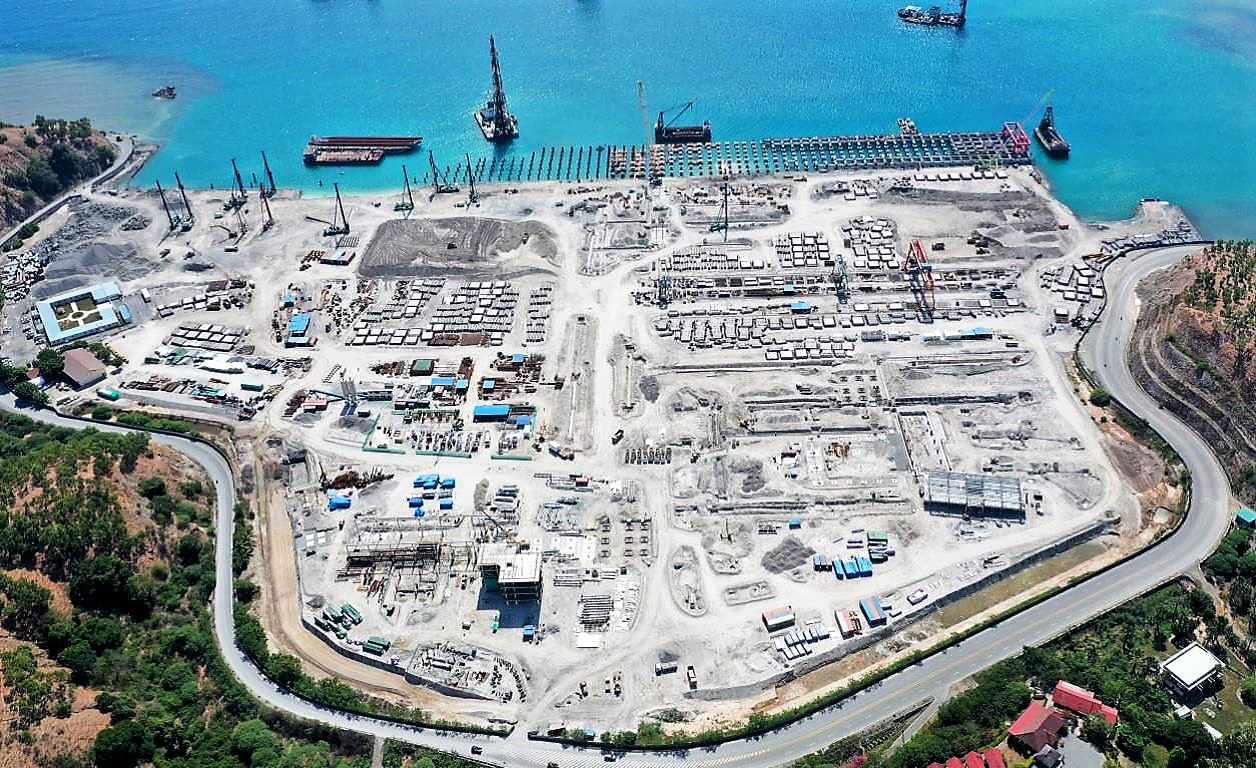
2021
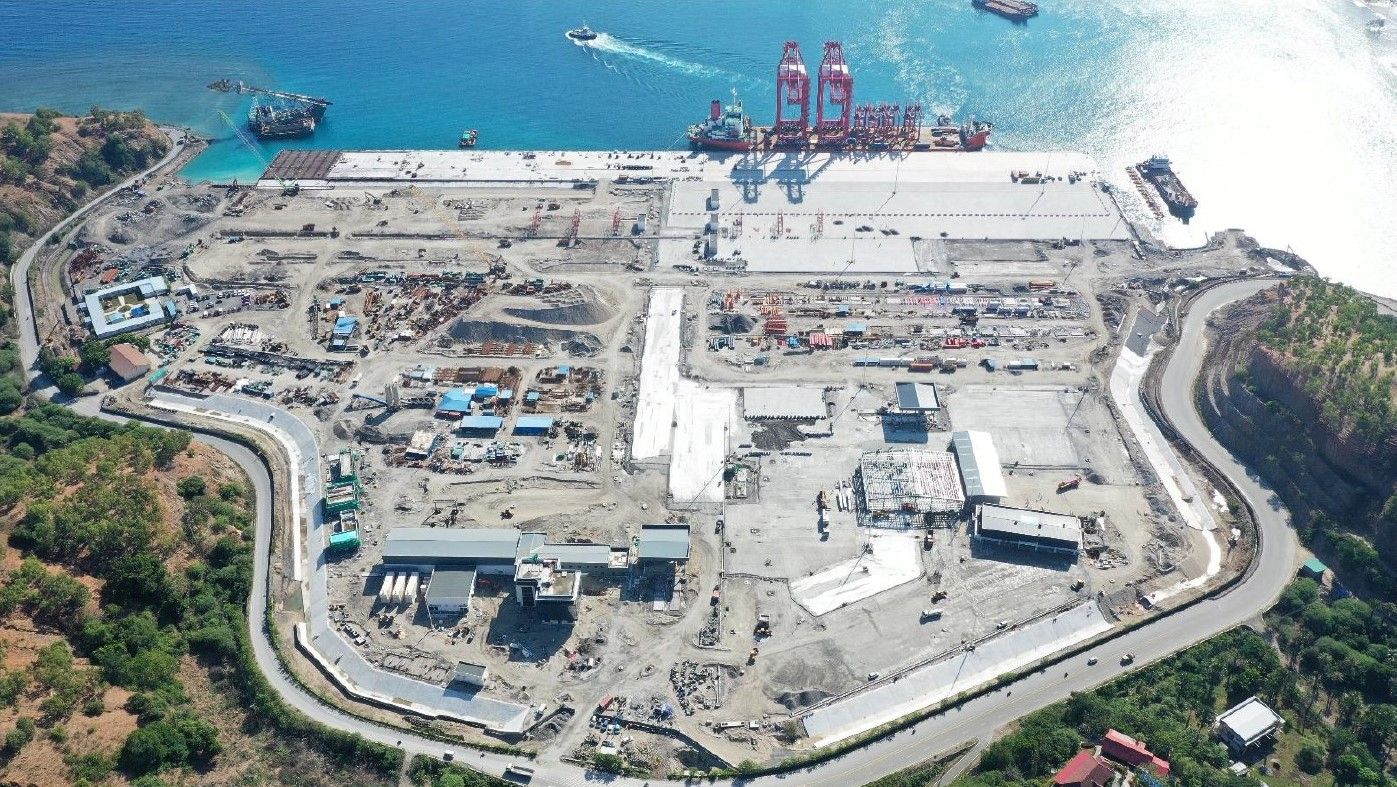
2022

## Infrastruktur

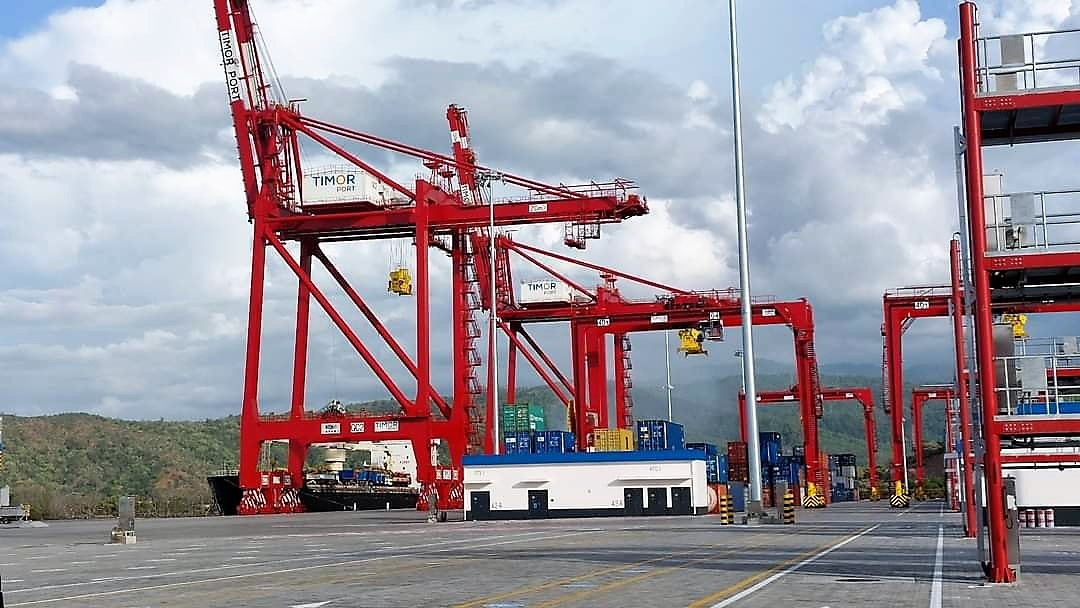
Der Hafen (2022)

Der Kai hat eine Länge von 630 Metern und eine Breite von 15 Metern. Das 27 Hektar große Containerterminal wird eine Lagerkapazität von 20.000 Containern haben. Es ist in der ersten Ausbaustufe mit zwei Containerbrücken ausgestattet, die mit 80 Metern Höhe die derzeit höchsten Bauwerke des Landes sind. Dazu kommen vier Portalhubwagen. Büros und Werkstätten haben einen Fläche von 11,6 ha. Schiffe mit einem Tiefgang von bis zu 15 Metern und einer Kapazität von 7.000 TEU können abgefertigt werden.